# Molí d'en Rubiol
El Molí d'en Rubiol és una obra d'Argentona (Maresme) inclosa a l'Inventari del Patrimoni Arquitectònic de Catalunya. Les restes del molí d'en Rubiol es troben a la riera de Riudameia, poc abans d'arribar al más homònim. El molí no està documentat en època medieval, tot i que no hi ha cap dubte que ja existia, ja que en la confessió que feia Apol·loni Riudemeia el 1559, a miquel Desbosch i de Sant Vicenç, senyor de Sant Vicenç de Burriac, ens en parla l com d'un molí derruït.